# 勒泰什
勒泰什（法語：Le Teich，法語發音：[lə tɛʃ]）是法国吉伦特省的一个市镇，位于该省西南部，属于阿卡雄区。

## 地理
勒泰什（44°38'2"N, 1°1'25"W）面积87.08 平方千米，位于法国新阿基坦大区吉倫特省，该省份为法国西南部沿海省份，是法國本土面积最大的省，北起滨海夏朗德省，西临大西洋，南至朗德省，东南接洛特-加龍省，东临多爾多涅省。
与勒泰什接壤的市镇（或旧市镇、城区）包括：比加诺斯、居让-梅斯特拉斯、米奥斯、萨勒、桑吉内。
勒泰什的时区为UTC+01:00、UTC+02:00（夏令时）。

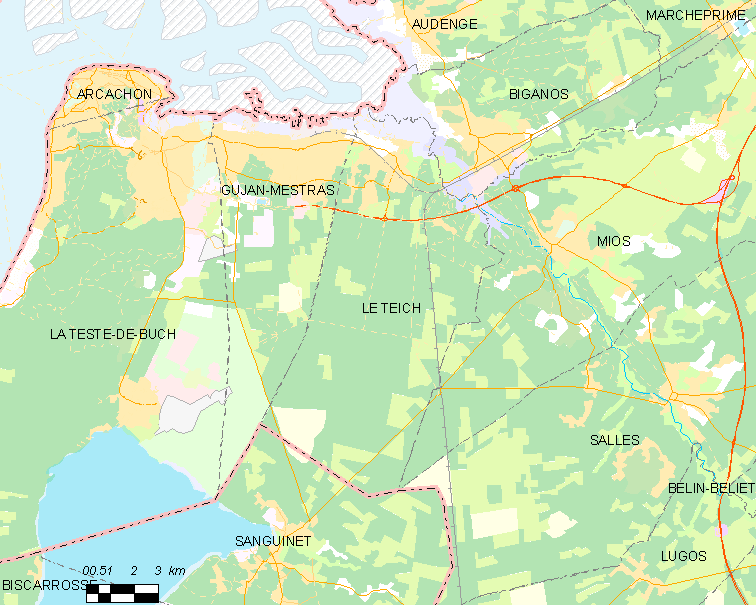
勒泰什的OSM定位图

## 行政
勒泰什的邮政编码为33470，INSEE市镇编码为33527。

## 政治
勒泰什所属的省级选区为居让-梅斯特拉斯县。

## 人口

1962-2008年间勒泰什人口变化图示

勒泰什于2022年1月1日时的人口数量为9213人。

## 友好城市
西班牙 布里奥内斯